# Pallini, Halkidiki
Pallini este un oraș în Grecia în prefectura Halkidiki.